# 280 (عدد)
280 هو عدد صحيح  طبيعي بين 279 و281

## في الرياضيات

### خصائص
- 280 عدد زوجي
- 280 عدد زائد
- 280 عدد مضلعي (مثمني-15 أضلاع-48 أضلاع-...)